# خارزنان
خارزنان هي قرية في مقاطعة أصفهان، إيران. يقدر عدد سكانها بـ 47 نسمة بحسب إحصاء 2016.